# Bandera de Afganistán
La bandera de Afganistán (en pastún, افغانستان توغ; en darí, پرچم افغانستان) es el símbolo oficial del país. Afganistán ha tenido tantas banderas como cambios políticos, siendo así el país que más veces ha cambiado de bandera durante el siglo XX. Desde el 15 de agosto de 2021, tras la caída de Kabul, los talibanes comenzaron a controlar el país, derrocando a la República Islámica, e instaurando su gobierno teocrático el 8 de septiembre del mismo año, lo que los motivó a declarar oficiales los símbolos de su anterior gobierno, derrocado en 2001, cambiándose la bandera de la república islámica por el característico símbolo talibán, consistente en una bandera blanca, con la shahāda escrita encima, siendo adoptada de forma oficial por el gobierno el mismo día de su declaración institucional.
Pese a lo anterior, las fuerzas opositoras al régimen talibán han mantenido la simbología de la derrocada república islámica, incluyendo la bandera, adoptada el 4 de enero de 2004 y posteriormente modificada el 19 de agosto de 2013, en conjunto con la nueva Constitución afgana, consistente en tres franjas verticales en negro, rojo y verde, incluyendo en el centro al emblema del Estado en blanco. Estos colores nacionales, usados por primera vez en 1928, representan el pasado, la lucha independentista y el progreso, respectivamente. Esta bandera ha tenido casi siempre el escudo (que ha variado notablemente) y las franjas negro-rojo-verde (en distintas posiciones y significados atribuidos). La bandera talibán ha sido de las pocas que nunca lo han incluido. Desde la independencia hasta octubre de 1978 la bandera tuvo una proporción 2:3, restaurado con la actual, y entre octubre de 1978 y hasta 2004 una proporción 1:2. En el emblema aparece representada una mezquita (con dos banderas) con el minbar y el mihrab sobre la que se ubica el takbir (الله أكبر, Allahu Akbar, «Alá es grande»), un pequeño sol naciente y la shahada; debajo aparece el año 1298 del calendario persa (equivalente a 1919 del calendario gregoriano, año de la proclamación de la independencia) y la palabra افغانستان («Afganistán») en una cinta que entrelaza la corona de espigas de trigo. La selección nacional de fútbol masculina, el comité olímpico y otros representantes afganos en competiciones internacionales, aún compiten bajo la bandera y el himno de la derrocada república islámica, debido a que ningún país soberano ha reconocido al régimen talibán, desde su establecimiento en 2021.

## Simbolismo

### Bandera talibán
La característica de la bandera talibán está basada en la enseña blanca monocromática de los muyahidines, el grupo extremista religioso que combatió en los 80 y 90 contra la Unión Soviética, y que propiciaría la derrota de la potencia euroasiática de ese entonces. La misma data de la toma de Kabul en 1996. Tiempo más tarde, se añadiría la shahāda, o profesión de fe islámica, que es la declaración de fe en un único Dios (Allāh, en árabe), de acuerdo con la fe islámica y las enseñanzas de Mahoma. El sentido de la inclusión de esta frase en la bandera es muy similar al que hacen otras enseñas similares de países confesionales islámicos, como la de Arabia Saudita.

### Bandera de la República Islámica
El color negro representa la complicada época como protectorado británico durante el siglo XIX, el rojo la sangre de aquellos que lucharon por la independencia, y el verde simboliza la esperanza y prosperidad del futuro. Alternativamente se suele interpretar que el negro representa la historia, el rojo el progreso y el verde la prosperidad agrícola o el islam.
Aproximación de la gama de colores para las tricolores de 1928-1978 y 1980-2021:
|      | Negro     | Rojo       | Rojo         | Verde       | Verde        | Blanco      |
| ---- | --------- | ---------- | ------------ | ----------- | ------------ | ----------- |
| RGB  | 0/0/0     | 211/32/17  | 190/0/0      | 0/122/54    | 0/153/0      | 255/255/255 |
| Hex  | #000000   | #d32011    | #be0000      | #007a36     | #009900      | #FFFFFF     |
| CMYK | 0/0/0/100 | 0/85/92/17 | 0/100/100/25 | 100/0/56/52 | 100/0/100/40 | 0/0/0/0     |

## Historia

### Primeras banderas
La primera bandera de la que se tiene conocimiento corresponde a la época bajo el dominio de la Dinastía afsárida. Una tribanda horizontal verde-blanca-verde sería utilizada en la época del Imperio durrani y del Emirato de Herat.
La primera bandera de Afganistán establecida en sus fronteras modernas, fue creada durante el reinado del emir Abdur Rahman Khan en 1880, y constaba de un paño completamente negro, al que el emir Habibulá agregó, en 1901, el escudo para la bandera estatal y de guerra.
En 1928 el rey Amanulá Khan decidió cambiar la bandera negra por una tricolor, inspirado por la predominancia de este patrón de diseño entre las banderas europeas.

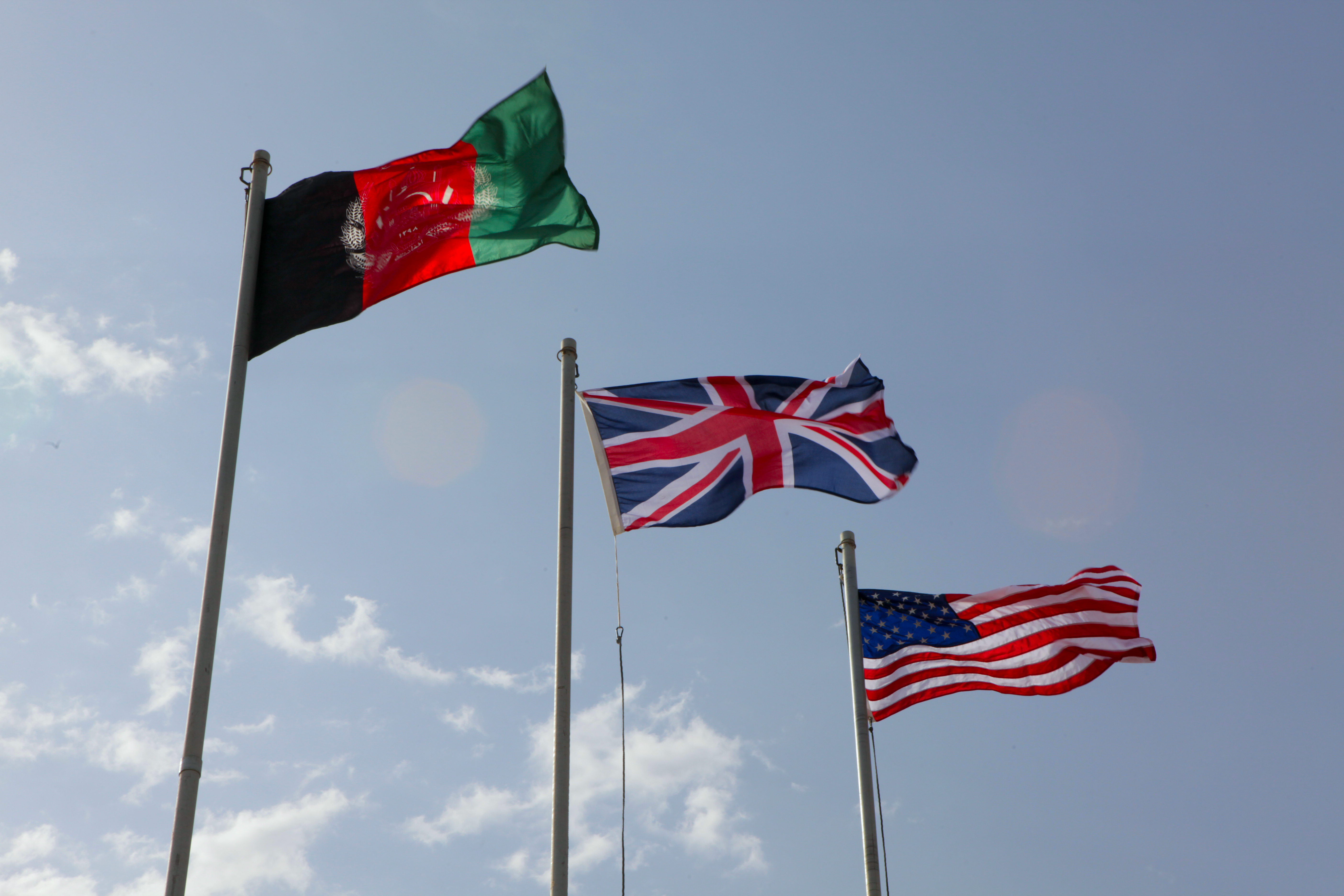
Banderas de Afganistán, Reino Unido y Estados Unidos en sus mástiles durante una ceremonia en la provincia de Helmand (2010)

|                                                       |
| Bandera imperial de la dinastía afsárida (1738-1747). |

|                                          |
| Bandera del Imperio durrani (1747-1842). |

|                                                |
| Bandera del Emirato de Afganistán (1880-1901). |

|                                                |
| Bandera del Emirato de Afganistán (1901-1919). |

### Monarquía
En 1919 se proclamó la independencia y Afganistán dejó de ser un protectorado del Imperio británico. El diseño de la mezquita fue complejizado (y sobre ella se añadió el chacó real) pero se quitaron varias armas, dejándose sólo dos espadas y rodeándose de rayos que forman ocho puntos y que reciben el emblema en un círculo; a veces en vez del círculo tenía forma de óvalo y en otra versión aparecía un libro sobre las espadas.
En 1926, junto con el cambio de título del monarca Amanulá de emir a rey, se modificó el escudo: quitados el chacó, las espadas y los rayos, estos últimos se reemplazaron por dos ramas, una de laureles y otra de hojas de roble.
En medio de numerosas reformas modernizantes, una bandera completamente nueva fue establecida en 1928. Aparecieron por primera vez los colores negro-rojo-verde (significando el pasado, la sangre derramada por la independencia y la esperanza en el futuro, respectivamente) y llevaba un escudo de tipo socialista. La tonalidad de negro era tomada de las antiguas banderas tradicionales, la tonalidad roja de la bandera de la URSS y el verde por el Islam.
La nueva bandera duró sólo unos meses: Amanulá debió abdicar a causa de una revuelta conservadora contra sus reformas. El caudillo tayiko Habibulá Kalakani tomó Kabul en enero de 1929 y fue proclamado Emir por una asamblea de líderes religiosos. Usó una bandera tribanda vertical rojo-negro-blanco.
En octubre de 1929 fue derrocado y ejecutado. Mohamed Nadir Shah restauró los colores de 1928 pero con el escudo de 1919 —en óvalo— (pues el escudo de 1928 se consideraba muy «progresista»).
En 1931 se diseñó un nuevo escudo combinando los de 1919 y 1928. Fue consagrado por la Constitución del 31 de octubre de 1931. Esta bandera es muy similar a la actual, pero el emblema tiene diferencias (toca las tres franjas, no tiene la shahada, ni el takbir, ni el sol naciente y el año que lleva es distinto). Ésta es la bandera de mayor duración en la historia afgana. La Constitución de 1964 la describía en su artículo 4 oficialmente:

«La bandera de Afganistán es tricolor (negro, rojo y verde) y todas las piezas van unidas verticalmente de izquierda a derecha en la misma proporción, siendo el ancho de cada tira igual a la mitad de su longitud, teniendo en el centro la insignia del mihrab (arco en una mezquita donde la congregación reza hacia la Kaaba en La Meca) y el minbar (un púlpito escalonado colocado a la derecha del mihrab en la mezquita, desde el cual los pedidos son enviados) en blanco, flanqueada por dos banderas y cómodamente instalado en dos gavillas de trigo.»

|              |
| 1919-1926/29 |

|           |
| 1926-1928 |

|      |
| 1928 |

|           |
| 1928-1929 |

|           |
| 1928-1929 |

|      |
| 1929 |

|      |
| 1929 |

|      |
| 1929 |

|      |
| 1929 |

|           |
| 1929-1930 |

|           |
| 1930-1973 |

|           |
| 1973-1974 |

### República
En 1973 fue derrocado el rey Zahir Shah por su primo y cuñado, el general Mohammed Daud Khan y éste proclamó la República. El 9 de mayo de 1974 fue establecida una nueva bandera: tres franjas con los colores tradicionales pero horizontales (la franja verde siendo el doble que las otras dos) y con un nuevo escudo: un águila dorada con las alas abiertas en el cantón. La Constitución de 1976 la describía en su artículo 23:

«La bandera de Afganistán consiste en los colores negro, rojo y verde, dispuestas de forma horizontal en proporciones fijas de arriba abajo con el emblema nacional del Estado colocado en la parte superior izquierda. La definición y las proporciones de arriba hacia abajo con el escudo nacional será regulada por la ley.»

El 27 de abril de 1978 los oficiales progresistas, bajo el mando de Abdul Qadir y Mohammad Aslam Watanjar, encabezaron una Revolución y tomaron el poder, entregándolo tres días después al Partido Democrático Popular de Afganistán dirigido por Nur Mohammad Taraki. No hubo cambios oficiales de bandera aunque empezó a discutirse y fue corriente el uso de la bandera anterior sin el escudo. El partido Junbish, que controló el norte autónomo de Afganistán entre 1992 y 1998, utilizó una bandera similar.
El cambio legal vino el 19 de octubre de 1978. Se reemplazó la bandera por una bandera roja con el escudo en el cantón. Allí, en color dorado se ubicaba la palabra Jalq (tanto en dari como en pashto, «Pueblo»), rodeada de la corona de espigas y en la parte superior una estrella y en la inferior una cinta roja con las inscripciones doradas د ﺛور ﻧﻘﻼـب ١۵١٧ (Dǝ S̠aur Enqelāb 1317) («La Revolución de abril de 1978») y  دافغانستان دمکراتی جمهوریت (Dǝ Afġānistān Dimūkratīk Jumhūriyat) («La República Democrática de Afganistán», nuevo nombre oficial del país).
En los últimos días de 1979 las tropas soviéticas entraron al país a petición del gobierno legal para ayudarlos a combatir a los fundamentalistas insurrectos («muyahidines») y asumió Babrak Karmal como presidente el 27 de diciembre de 1979. Con el fin de calmar la oposición religiosa y feudal, se decidió hacer un cambio de pabellón y el 21 de abril de 1980 se adoptó la nueva bandera afgana, que consistía en la antigua republicana pero con las tres franjas horizontales de igual tamaño y con un nuevo emblema.
El 30 de noviembre de 1987 se simplificó el escudo de la bandera. La Constitución promulgada ese año la describía en su artículo 10:

«La bandera estatal de la República de Afganistán es tricolor dividido en tres partes horizontales iguales en franjas negro, rojo y verde, el emblema será colocado a ambos lados de la cuarta parte superior de la bandera cerca del mástil. La longitud de la bandera será el doble de su anchura.»

La reforma constitucional de 1990 no introdujo cambios en la bandera.
|           |
| 1973-1974 |

|           |
| 1974-1978 |

|      |
| 1978 |

|           |
| 1978-1980 |

|      |
| 1980 |

|           |
| 1980-1987 |

|           |
| 1987-1992 |

### Islamismo
Para el 27 de abril de 1992 los muyahidines habían derrocado al gobierno, establecido un Estado Islámico y usaban distintas banderas. En mayo se estableció una provisional, de tres franjas horizontales de igual tamaño en colores verde-blanco-negro (de las banderas de las facciones fundamentalistas), en la franja verde aparecía el takbir en blanco y en la central, la shahada en negro. Se usaron distintas variaciones: otra con los colores invertidos y las letras en dorado, otra con los colores invertidos y la shahada en azul y otra con los colores correctos pero las letras todas en negro, así como con distintas proporciones.
El 2 de diciembre de ese año, el presidente Burhanuddin Rabbani decretó la nueva bandera oficial, semejante a la bandera provisional pero que incluía el escudo de 1931 modificado. El color verde representaba el islam, el blanco a la pureza y el negro al pasado oscuro del país. Esta bandera, aunque usada internacionalmente y en teoría la bandera del país no tenía uso generalizado: cada facción muyahidín tenía sus propias insignias.
Para el 27 de septiembre de 1996, una facción fundamentalista, los talibán, se había hecho con el control de la mayor parte del territorio. El 25 de octubre de 1997 renombraron el país a Emirato Islámico de Afganistán y establecieron como bandera una blanca, usada por el movimiento talibán, con la shahada escrita en negro. Como el gobierno talibán nunca fue reconocido internacionalmente durante estos años, a excepción de tres estados, para las Naciones Unidas la bandera válida era la de diciembre de 1992, usada oficialmente por el gobierno rival de la Alianza del Norte.
Tras la caída del régimen talibán en la invasión de 2001, se estableció, el 27 de junio de 2002, una nueva bandera con los colores tradicionales en disposición vertical y con el escudo sin las cimitarras. Hay versiones con el escudo en dorado y en blanco y con otras variaciones.
El 4 de enero de 2004 se le cambiaron las proporciones y el escudo tuvo cambios menores, existiendo variaciones con respecto a los elementos del mismo. La Constitución actual la describe oficialmente en el Capítulo 2, Artículo 19:

«La bandera de Afganistán se compone de tres partes iguales, con los colores negro, rojo y verde yuxtapuestos de izquierda a derecha perpendicularmente.

El ancho de cada pieza de color es igual a la mitad de su longitud. La insignia nacional está situado en el centro de la bandera.
La insignia nacional del Estado de Afganistán se compone del mihrab y el minbar en color blanco.
Dos banderas se encuentran en sus dos lados. En la parte media alta de la insignia sagrada de la frase "No hay Dios sino Alá y Mahoma es su profeta" y "Alá es grande", junto con un sol naciente. La palabra "Afganistán" y el año 1298 (calendario solar) se encuentran en la parte inferior de la insignia. La insignia está rodeada con dos ramas de trigo.

La ley regulará el uso de la bandera nacional y el emblema.»

|      |
| 1992 |

|      |
| 1992 |

|           |
| 1992-2002 |

|           |
| 1996-1997 |

|           |
| 1997-2001 |

|           |
| 2002-2004 |

|           |
| 2004-2013 |

|           |
| 2013-2021 |

|               |
| 2021-presente |

## Otras banderas

Estandarte real del Rey de Afganistán (1931-1973)
Estandarte del Presidente de Afganistán (2013-2021)
Variante con el escudo de color
Bandera con una proporción diferente y emblema utilizado durante el período de transición de 2002-2004 con un uso menor actualmente